# Szimvasztatin
A szimvasztatin az Aspergillus terreus fermentációs termékéből előállított lipidcsökkentő hatású szer.
A szimvasztatin inaktív lakton, ami per os alkalmazást követően a megfelelő béta-hidroxisavvá hidrolizálódik. Ez utóbbi a fő metabolit, gátolja a 3-hidroxi-3-metil-glutaril-koenzim-A-reduktáz (HMG-CoA-reduktáz) enzimet, ami a koleszterinszintézis egyik korai, sebességmeghatározó lépését katalizálja. Klinikai vizsgálatok szerint rendkívül hatékonyan csökkenti a szérum összkoleszterin-, LDL-, triglicerid- és VLDL-koleszterinszintet, és növeli a HDL-koleszterinszintjét a hypercholesterinaemia heterozigóta familiaris és nem familiaris formáiban és kevert hyperlipidaemiában, ahol az emelkedett koleszterinszint csökkentésében a diéta önmagában nem elégséges. Már 2 héten belül jelentős hatás észlelhető, a maximális terápiás hatás pedig 4-6 hét alatt alakul ki. A kezelés folyamán a hatás tartósan megmarad. A kezelés megszakítását követően a koleszterin- és lipidszintek visszatérnek a kezelés előtti értékekre.
A szimvasztatin aktív formája specifikusan gátolja a HMG-CoA-reduktáz enzimet, ami a HMG-CoA mevalonsavvá történő átalakulását katalizálja. Mivel ez a konverzió a koleszterin-bioszintézis egyik korai lépése, nem várható, hogy a szimvasztatin szedése alatt potenciálisan toxikus szteroidok halmozódjanak fel. Ráadásul a HMG-CoA könnyen visszaalakul acetil-CoA-vá, ami a szervezet számos bioszintetikus folyamatában vesz részt.